# Northrop YF-17
Die Northrop YF-17 Cobra war ein Prototyp im Rahmen des Lightweight-Fighter-Programms (LWF) der U.S. Air Force. Dieses wurde initiiert, da man der Meinung war, dass die F-15 Eagle zu teuer sei, um sie in ausreichenden Stückzahlen produzieren zu können. Allerdings spielten auch wirtschaftspolitische Interessen eine Rolle, besonders in Bezug auf den Exportmarkt. Die YF-17, bei der es sich im weitesten Sinne um eine Weiterentwicklung der F-5 handelt, unterlag im LWF-Programm ihrer Konkurrentin, der YF-16.
Nach der Niederlage im LWF-Programm wurde die YF-17 von McDonnell Douglas im Rahmen des neuen Naval-Fighter-Attack-Experimental-Programms (VFAX) zur F/A-18 Hornet weiterentwickelt. Die größere F-18 ging schließlich bei der U.S. Navy und dem U.S. Marine Corps in Dienst und ersetzte dort, als Ergänzung zur F-14 Tomcat, die A-7 Corsair II und die F-4 Phantom II.

## Geschichte

### Entwicklung
Die Grundkonstruktion der YF-17 wurde im Rahmen des firminternen Northropprojektes N-300 bereits 1965 entworfen. Beim N-300 handelt es sich um ein Derivat der F-5E Tiger II, bei dem der Rumpf verlängert wurde um die stärkeren GE15-J1A1-Strahltriebwerke mit bis zu 40 kN Schub zu verwenden. Um den daraus folgenden Gewichtssteigerungen entgegenzuwirken, wurden die Tragflächen vergrößert, was den Anstieg der Tragflächenbelastung reduzieren sollte. Allerdings wurde das N-300-Konzept nie verwirklicht, sondern zur P-530 weiterentwickelt. Der primäre Unterschied zwischen den Konzepten ist der Wechsel zu den GE15-J1A5-Triebwerken mit bis zu 58 kN Schub, die ein sehr niedriges Nebenstromverhältnis von 0,25 aufweisen. Dies brachte den Triebwerken den Spitznamen „leaky turbojet“ (dt.: „undichte Strahltriebwerke“) ein, da der geringe Nebenstrom bestenfalls die Triebwerke kühlen könne. Tatsächlich konnte durch die Auslegung als Turbofan die Temperatur in den Triebwerksschächten niedrig gehalten werden, und den Konstrukteuren wurde es bei der Konstruktion in diesem Zellenbereich ermöglicht, Aluminium als Werkstoff ohne zusätzliche Hitzeschutzmaßnahmen einzusetzen.

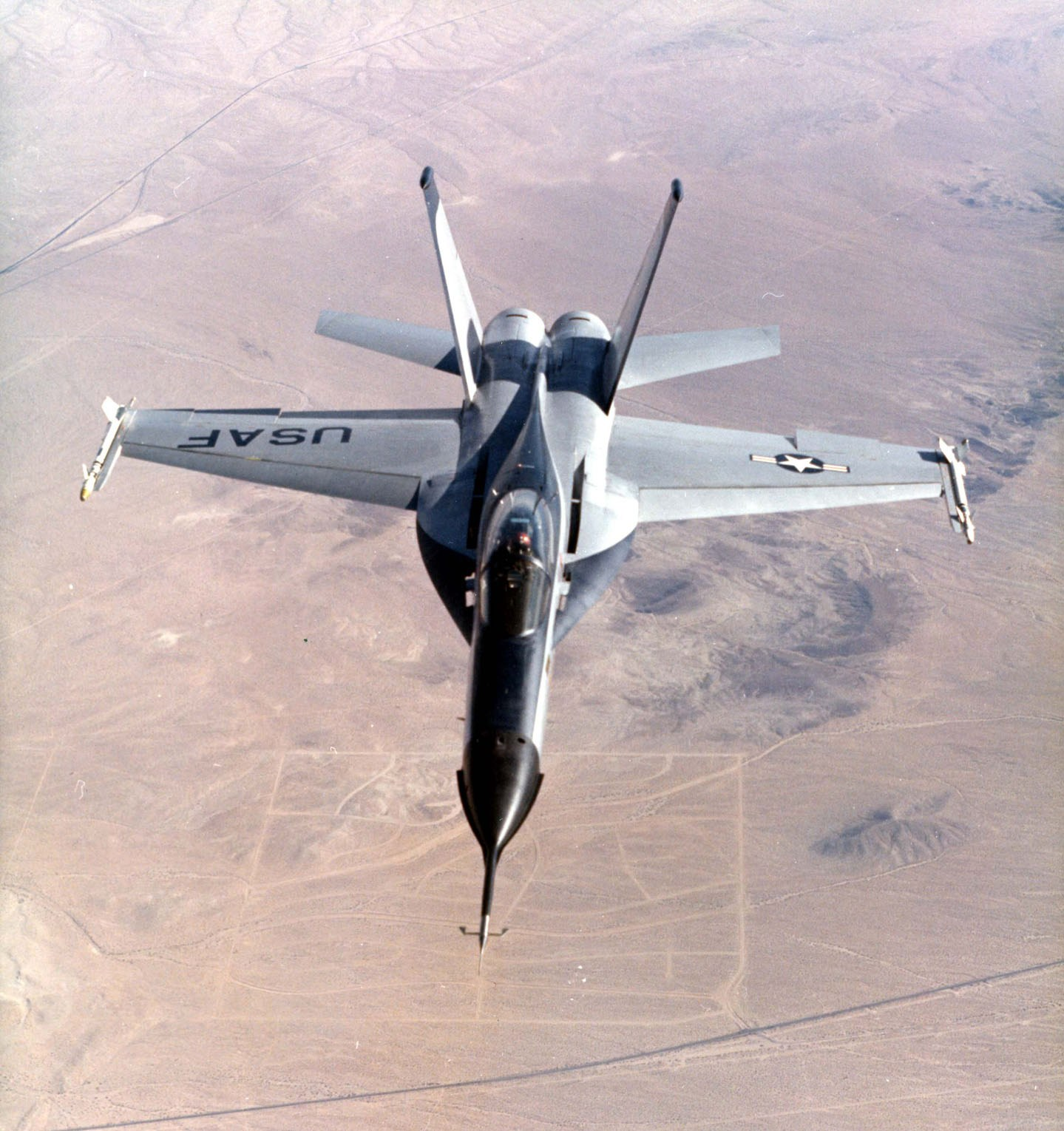
An den Tragflächen und Höhenrudern ist der Einfluss der F-5 gut zu erkennen

Das P-530 Design weist eine identische Formgebung im Bereich der Tragflächen zur F-5 auf. Diese fallen erneut trapezförmig aus und weisen eine Pfeilung von 20° auf, sind aber mit 37 m² ungefähr doppelt so groß. Auch die „Nase“ der Maschine wurde annähernd unverändert von der F-5 übernommen. Um den Schwerpunkt der Maschine zu verschieben, sollten bei der P-530 die Tragflächen weiter mittig am Rumpf montiert werden. Die größte technische Neuerung war die Montage von „Leading Edge Extension“ (LEX), besser als Strakes bekannt. Mit diesen wird der Luftstrom bei hohen Anstellwinkeln beeinflusst und soll die Maschine länger steuerbar machen und somit letztendlich auch höhere Anstellwinkel ermöglichen. Diese Konstruktionsmerkmale, zusammen mit der schwarz angemalten Nase, führten dazu, dass die spätere YF-17 den Beinamen „Cobra“ erhielt. Es ist allerdings umstritten, ob es sich dabei wirklich um eine offizielle Bezeichnung handelt.
Bei der YF-17 wurde in erster Linie Aluminium zum Bau verwendet und auf neue Fertigungsmethoden weitgehend verzichtet, was mit der Kostenreduktion zu tun hat. Die Aluminiumteile wurden über eine konventionelle Wabenstruktur montiert. Etwas ungewöhnlich war nur die Verwendung von ca. 400 kg eines Graphit-Epoxid-Verbundes. In der schmalen Nase der Maschine wurde ein einfaches Radar eingebaut. Die Triebwerke platzierte man dicht nebeneinander, um im Falle eines Ausfalles die Asymmetrie zu vermindern. Im Cockpit wurde der Schleudersitz um 18° geneigt, sowie erstmals ein Head-up-Display (HUD) eingesetzt. Die Tragflächen waren zu dünn, als dass diese hätten Treibstoff tragen können. Somit befanden sich die Tanks nur in den Vorder- und Hinterkanten sowie in den Strakes.
In den finalen Entwürfen zur YF-17 wurden relativ kurzfristig die Mantelstromtriebwerke General Electric YJ101-GE-100 mit bis zu 67 kN Schub verwendet (andere Quellen geben die Schubkraft mit 64 kN an). Obwohl diese aus dem GE15-Strahltriebwerk entwickelt worden waren, waren sie noch nicht ausgereift, was sich in der Endauswahl später als Nachteil erweisen sollte. Die Entscheidung führte zu zahlreichen Konstruktionsänderungen, die unter erheblichem Zeitdruck durchgeführt werden mussten. Für eine einfache Wartung wurden die Triebwerke fest mit dem unteren Heckteil verbunden und können mit diesem zum Triebwerkswechsel abgesenkt werden, ohne dass eine Demontage der Leitwerke notwendig ist. Im Gegensatz zur P-530 trug die YF-17 bereits eine partielle Fly-by-Wire-Steuerung.
Ursprünglich wollte man das einfache Seitenleitwerk der F-5 für die YF-17 übernehmen, allerdings zeigten Studien, dass dieses bei hohen Anstellwinkeln ineffizient ist. Daher entschied Northrop, nun zwei Seitenleitwerke zu montieren und diese leicht abzuwinkeln. Zwischenzeitliche Versuche, diese sogar in einem 45°-Winkel zu montieren und dafür die Höhenruder aufzugeben, wurden dagegen verworfen.

### Flugerprobung

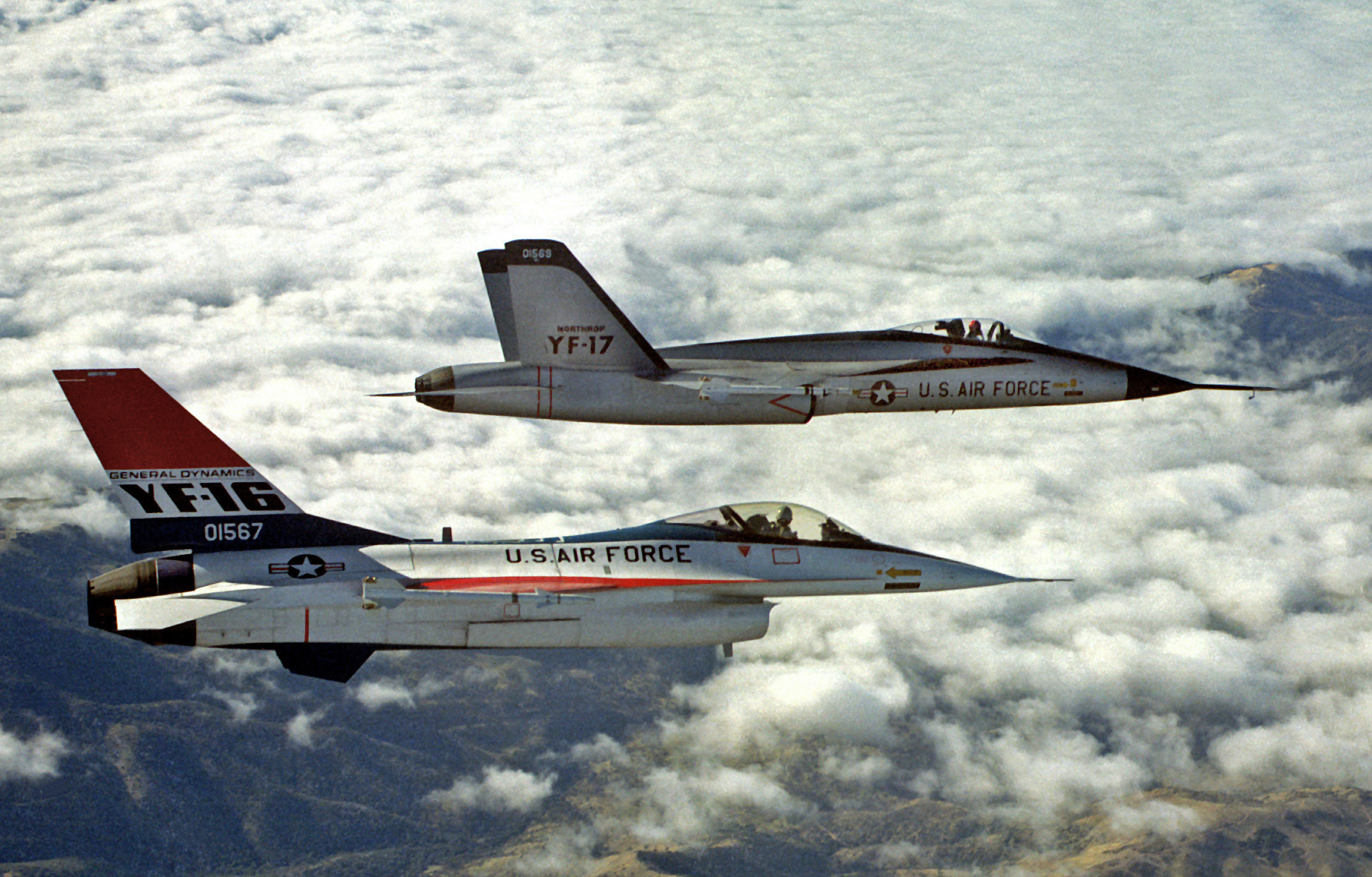
Prototypen YF-17 (hinten im Bild) und YF-16

Als das LWF-Programm 1971 initiiert wurde, entwickelte Northrop das P-530-Konzept zur P-600 weiter, aus dem dann die YF-17 hervorging. Der P-530 wurde ursprünglich als Mehrzweckkampfflugzeug entworfen, das P-600 dagegen war strikt als reines Jagdflugzeug konzipiert, weshalb die Vulcan-Kanone nun im vorderen Rumpfbereich platziert wurde statt in einem extra Waffenbehälter. Angetrieben wurde die YF-17 von den noch nicht ganz ausgereiften YJ101-Triebwerken, einer Weiterentwicklung des GE15. Für den Entwurf der YF-17 wurden über 5.000 Stunden im Windkanal benötigt.
Der erste Prototyp (S/N 72-1569) wurde am 4. April 1974 in Hawthorne vorgestellt und wurde für die ersten Rollversuche verwendet. Der Erstflug erfolgte schließlich am 9. Juni desselben Jahres. Die zweite YF-17 (S/N 72-1570) folgte am 21. August. Die beiden Prototypen absolvierten insgesamt 288 Testflüge, woraus sich 345 Flugstunden ergeben. Während des Testprogramms wurde eine Höchstgeschwindigkeit von Mach 1,95 erreicht, die maximale Belastung lag bei 9,4g und die maximale Flughöhe bei ca. 15.000 m. Es konnte ein maximaler Anstellwinkel von 34° im Horizontalflug und 63° im Steigflug (bei 93 km/h) erreicht werden.
Als am 13. Januar 1975 der U.S. Secretary of the Air Force, John L. McLucas, die Entscheidung zu Gunsten der YF-16 und gegen die YF-17 bekannt gab, wurde die Flugerprobung der Cobra eingestellt. Als Begründung nannte er, dass die YJ101-Triebwerke noch nicht ausgereift waren und somit ein unnötiges Entwicklungsrisiko darstellten. Es ist davon auszugehen, dass auch die geringeren Betriebskosten (bedingt durch die einstrahlige Auslegung) und somit potentiell besseren Exportchancen eine Rolle gespielt haben dürften.

### Weiterentwicklung
Ursprünglich war die U.S. Navy nicht am LWF-Programm beteiligt. Allerdings veranlasste der Kongress im August 1974, dass die Marine möglichst viele Technologien und Erfahrungen aus dem LWF-Programm für ihr eigenes Jagdflugzeugprogramm, dem VFAX, verwenden sollte. Da Northrop keinerlei Erfahrungen mit trägergestützten Jagdflugzeugen hatte, schloss man sich mit McDonnell Douglas zusammen, die fortan die Weiterentwicklung der YF-17 zur F/A-18 Hornet übernahmen. Ähnlich agierte General Dynamics, gemeinsam mit LTV Aerospace, die unter der Modellreihe Vought Model 1600 die YF-16 zur F-16N weiterentwickeln ließen, um diese an die Bedürfnisse der Navy anzupassen. Im Gegensatz zur U.S. Air Force entschied sich die Navy aber für die F/A-18 Hornet, die bis 2022 dort im Dienst stand und weiterhin bei den US Marines verwendet wird. Die vergrößerte Neuentwicklung des Typs F/A-18E/F Super Hornet löste sowohl die ältere Hornet, als auch schon vorher die F-14 Tomcat bei der Navy ab und wird noch heute von Boeing bis voraussichtlich 2025 produziert.
Für das VFAX-Programm wurde der erste YF-17-Prototyp (S/N 72-1569) vom NASA Dryden Research Center wieder reaktiviert und vom 27. Mai bis zum 14. Juli 1976 für Studien verwendet, bevor der erste F/A-18-Prototyp die Flugerprobung aufnehmen konnte.

### Verbleib

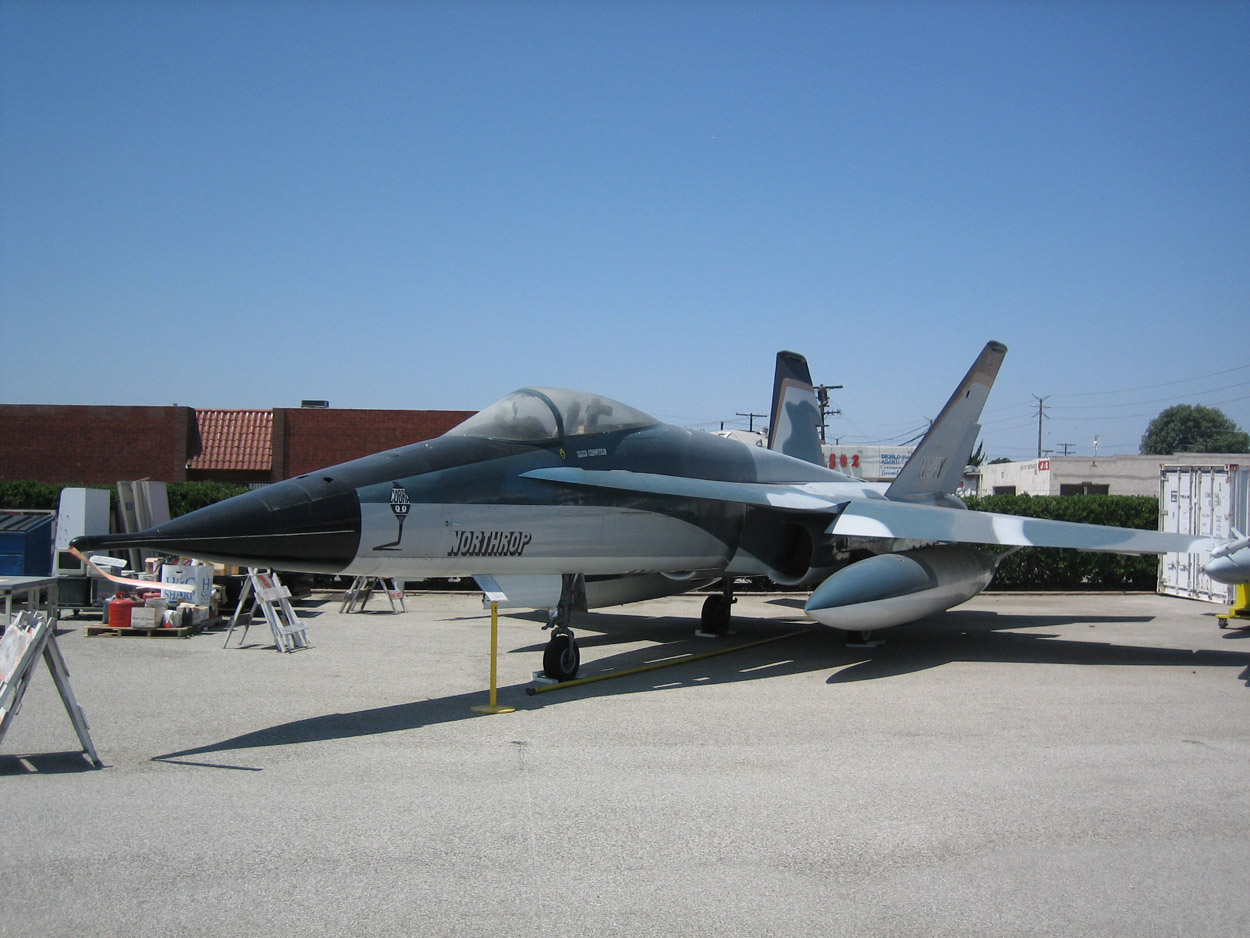
Der 1. Prototyp, ausgestellt in Torrance, Kalifornien

Beide Prototypen sind heute öffentlich ausgestellt und können besichtigt werden:
- Die YF-17 Cobra (S/N 72-1569) befindet sich im Western Museum of Flight in Torrance, Kalifornien.
- Die YF-17 Cobra (S/N 72-1570) befindet sich im Battleship Memorial Park in Mobile, Alabama.

## Technische Daten

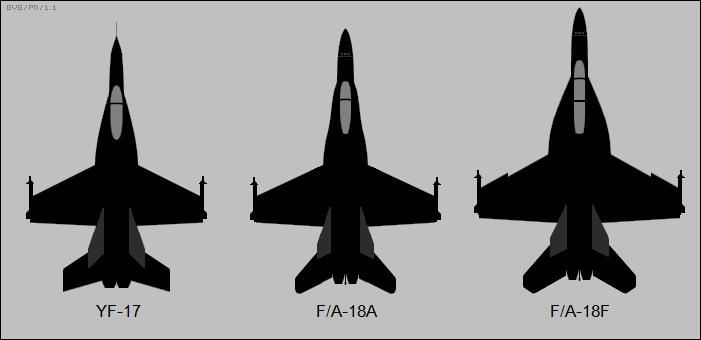
Draufsicht der YF-17 im Vergleich zu den Weiterentwicklungen F/A-18A und F/A-18E/F

| Kenngröße                 | Daten                                                                    |
| ------------------------- | ------------------------------------------------------------------------ |
| Typ                       | leichtes Jagdflugzeug                                                    |
| Besatzung                 | 1                                                                        |
| Länge                     | 17 m                                                                     |
| Spannweite                | 10,67 m                                                                  |
| Höhe                      | 5 m                                                                      |
| Flügelfläche              | 32 m²                                                                    |
| Flügelstreckung           | 3,6                                                                      |
| Leermasse                 | 7.800 kg                                                                 |
| Startmasse                | normal 10.430 kg max. 15.580 kg                                          |
| Triebwerke                | zwei Mantelstromtriebwerke General Electric YJ101-100 mit je 67 kN Schub |
| Höchstgeschwindigkeit     | Mach 1,95 (auf optimaler Flughöhe)                                       |
| Reichweite                | 4.810 km                                                                 |
| Dienstgipfelhöhe          | ca. 15.000 m                                                             |
| max. Steigrate            | 250 m/s                                                                  |
| Tragflächenbelastung      | 320 kg/m² (nominal)                                                      |
| Schub-Gewichts-Verhältnis | 1,25 (nominal)                                                           |

### Bewaffnung
- eine 20 mm M61A1 Vulcan-Maschinenkanone
- zwei AIM-9 Sidewinder Luft-Luft-Raketen